# Obszar (dno mórz i oceanów)
Obszar (ang. Area, fr. Zone, hiszp. Zona, niem. Gebiet, ros. Район) – dno mórz i oceanów w sensie prawa morza.
W rezolucji 2749 (XXV) z dnia 17 grudnia 1970 r. Zgromadzenie Ogólne Narodów Zjednoczonych  ogłosiło, że znajdujący się poza granicami jurysdykcji państwowej obszar dna mórz i oceanów oraz jego podziemie, jak również jego zasoby, stanowią wspólne dziedzictwo ludzkości, oraz że badanie i eksploatację tego obszaru należy prowadzić dla dobra całej ludzkości, niezależnie od geograficznego położenia państw
Konwencja Narodów Zjednoczonych o prawie morza z 1982 w art. 1 "Obszar" oznacza znajdujące się poza granicami jurysdykcji państwowej dno mórz i oceanów oraz ich podziemie. Sprawy te szczegółowo omawia część XI Konwencji zatytułowana "Obszar" (art. 133 - 191). Zgodnie z art. 136 Obszar i jego zasoby stanowią wspólne dziedzictwo ludzkości. Art. 137 zabrania zgłaszania roszczeń i wykonywania suwerenności lub suwerennych praw nad jakąkolwiek częścią Obszaru lub jego zasobów, żadne państwo lub osoba fizyczna albo prawna nie może zawłaszczyć jakiejkolwiek jego części. Art. 141 głosi, że Obszar jest dostępny dla wszystkich państw, zarówno nadbrzeżnych, jak i śródlądowych, dla wykorzystania wyłącznie w celach pokojowych, bez dyskryminacji i uszczerbku dla innych postanowień  części XI. Następne artykuły regulują m.in. badania naukowe i ochronę środowiska.
Układ z 11 lutego 1971 zabrania umieszczania broni masowego rażenia na dnie mórz i oceanów oraz w jego podłożu.